# Rahul Aware
Rahul Balasaheb Aware (ur. 2 listopada 1991) – indyjski zapaśnik walczący w stylu wolnym. 
Brązowy medalista mistrzostw świata w 2019, a także mistrzostw Azji w 2011, 2019 i 2020. Triumfator igrzysk Wspólnoty Narodów w 2018. Mistrz Wspólnoty Narodów w 2011 i drugi w 2017. Ósmy w indywidualnym Pucharze Świata w 2020. Wicemistrz świata juniorów w 2009 roku. W roku 2020 został laureatem nagrody Arjuna Award.